# Blepharis involucrata
Blepharis involucrata är en akantusväxtart som beskrevs av Hermann Maximilian Carl Ludwig Friedrich zu Solms-Laubach och Georg August Schweinfurth. Blepharis involucrata ingår i släktet Blepharis och familjen akantusväxter. Inga underarter finns listade i Catalogue of Life.